# André Moes
André Moes (* 2. März 1930 in Düdelingen; † 13. November 2019 in Luxemburg) war ein luxemburgischer Radrennfahrer.

## Sportliche Laufbahn
Moes war Teilnehmer der Olympischen Sommerspiele 1952 in Helsinki. Beim Sieg von André Noyelle im olympischen Straßenrennen wurde er als 11. klassiert. Die Mannschaft Luxemburgs kam in der Mannschaftswertung auf den 7. Platz.
1950 gewann er die 5. Etappe der Österreich-Rundfahrt. Im Flèche du Sud 1952 wurde er beim Sieg von Roger Ludwig Dritter hinter Charly Gaul. Ein Jahr später holte er sich einen Etappensieg in diesem Rennen und wurde Zweiter der Meisterschaft im Straßenrennen der Amateure.